# Топанов
Топанов (хак. Тоғыр чул — Поперечный ручей) — село в Ширинском районе Хакасии. Основан в 1933 как часть сельскохозяйственного промышленного комплекса «Шира». До образования совхоза назывался Мал. Топанов и был летней стоянкой, где во время летних кочевий пасли скот. Посёлок назван в честь хакасского поэта и драматурга Топанова А.М.

## Местоположение
Село находится в 20 км к западу от районного центра c. Шира. с. Топанов находится между с. Малый Кобежиков (также: хак. Хызыл-аал — "красная деревня") и с. Трошкино. Вокруг села расположены горы Топановская (942 м.), г. Узун-Хая (592 м.) (Девятый Сундук), г. Орт-Хая (Восьмой Сундук). Рядом с селом протекает р. Тюрим. В 400 метрах от села у подножия г. Топановская есть родник. Северная часть села находится в фыркальской степи (протяжённость ок. 10 км. с севера на юг). В 6 км. от села находится оз. Аврас.

## История
Вокруг села Топанов находятся многочисленные захоронения тагарского периода (VIII - III вв. до н.э). В некоторых долинах курганы тянутся на километры. В 1997 году в 1 километре от села был раскопан  археологами М.Л. Подольским и Е.Д. Паульсом Топановский курган.

## Природа
Природа представлена лесостепной флорой. Юго-восточная окраина села граничит с лесом и находится в устье Тюримского лога. Лес смешанный, представлен широколиственными породами (берёза, ива (известная местным жителям как тальник), кустарники) и хвойными (лиственница). По руслам р. Тюрим, руч. Тюримчик произрастает дикорастущая смородина чёрная (лат. Ríbes nígrum) и смородина красная (лат. Ríbes rúbrum). На откосах Тюримского лога. произрастает земляника лесная и земляника луговая. Луга представлены таёжным разнотравьем, встречаются краснокнижные растения. 
Северная и западная части села находится в степной зоне. Восточная и северная часть села сильно заболочены. 
В селе и его окрестностях нет крупных водоемов. До ближайшей реки Белый Июс более 5 км., до озера Аврас ок. 6 км. В селе существует система арыков, являющихся ответвлениями р. Тюрим и используемых для полива и технических нужд. Устья арыков образуют заболоченности в северной части села.

## Инфраструктура
с. Топанов связано автомобильной дорогой с с. Шира. Автобусное сообщение с Шира, Коммунаром, Абаканом (транзитные маршруты). Улицы села не имеют асфальтового покрытия (по состоянию на 2016 г.). Почта и стационарный телефон находятся на дому. В селе есть магазин.

## Образование
В селе находится «МБОУ Топановская СШ № 16 им. Кокова Николая Николаевича». Школа малокомплектная. Наполнение осуществляется за счёт подвоза учащихся из сёл Малый Кобежиков и Марчелгаш.

## Население
| 2002 | 2010 |
| ---- | ---- |
| 192  | ↘179 |

Национальный состав: хакасы, русские, немцы. Улицы: Рабочая, Школьная, Новая, Лесная. Число дворов: 65. Население: 186 чел. (01.01.2004), из них хакасов (43,5 %).